# Nemotelus paludosus
Nemotelus paludosus är en tvåvingeart som beskrevs av Johann Wilhelm Meigen 1830. Nemotelus paludosus ingår i släktet Nemotelus och familjen vapenflugor. Inga underarter finns listade i Catalogue of Life.